# Брен (4 век пр.н.е.)
Вижте пояснителната страница за други личности с името Брен.
Брен (Brennus) е владетел на галското племе сенони.
На 18 юли 390 пр.н.е. или 387 пр.н.е. Брен е командир на галите в битката при Алия при реката Алия, която завършва с победа над римляните с командири Марк Манлий Капитолин и Квинт Сулпиций Лонг. Историкът Ливий нарича денят 18 юли „нещастен ден“ (Dies ater).
След това галите нахлуват в Рим, завладяват го и опустошават. Галите нападат града, когато всички още спят. Те обсаждат града седем месеца, основно го ограбват и подпалват голяма част от Рим. Затова липсват много данни за историята на Рим преди нападението на галите. Галите започват да се разболяват в горещите летни месеци от малария и се оттеглят като преди това се договарят с Квинт Сулпиций Лонг римляните да им платят 1000 фунт злато (327,45 кг), при което галите се опитали да излъжат с теглилките. След оплакването на римляните, според легендата, Брен хвърлил златния си меч на теглилката с думите Vae victis! („Горко на победените!“). Римляните платили повече.